# سیارک ۱۰۰۵۴
سیارک ۱۰۰۵۴ (به انگلیسی: 10054 Solomin، نامگذاری:1987SQ17) ده هزار و پنجاه و چهارمین سیارک کشف شده‌است که در ۱۷ سپتامبر ۱۹۸۷ کشف شد.
قدر مطلق سیارک برابر ۲۳٫۴ است.